# Mohammed Ali (ökölvívó, 1975)
Mohammed Ali Reda (arabul: محمد علي رضا; Kairó, 1975. február 19. –) olimpiai ezüstérmes egyiptomi ökölvívó.

## Amatőr eredményei
2004-ben ezüstérmes az olimpián szupernehézsúlyban. A nyolcaddöntőben a kameruni Armand Takamt, a negyeddöntőben a litván Jaroslavas Jakštót, az elődöntőben a kubai Michel Lópezt győzte le, de a döntőre sérülés miatt nem tudott kiállni az orosz Alekszandr Povetkin ellen.